# Champs-Romain
Champs-Romain, okzitanisch Los Champs e Romanh, ist eine französische Gemeinde mit 287 Einwohnern (Stand 1. Januar 2022) im Norden des Départements Dordogne in der Region Nouvelle-Aquitaine (vor 2016 Aquitanien). Sie gehört zum Arrondissement Nontron, zum Kanton Périgord Vert Nontronnais und zum Gemeindeverband Périgord Nontronnais.

## Etymologie
Das nordokzitanische champs, abgeleitet vom Lateinischen campus, bedeutet Felder. Romanh ist aus dem gallorömischen Eigennamen Romanius hervorgegangen.

## Geographie

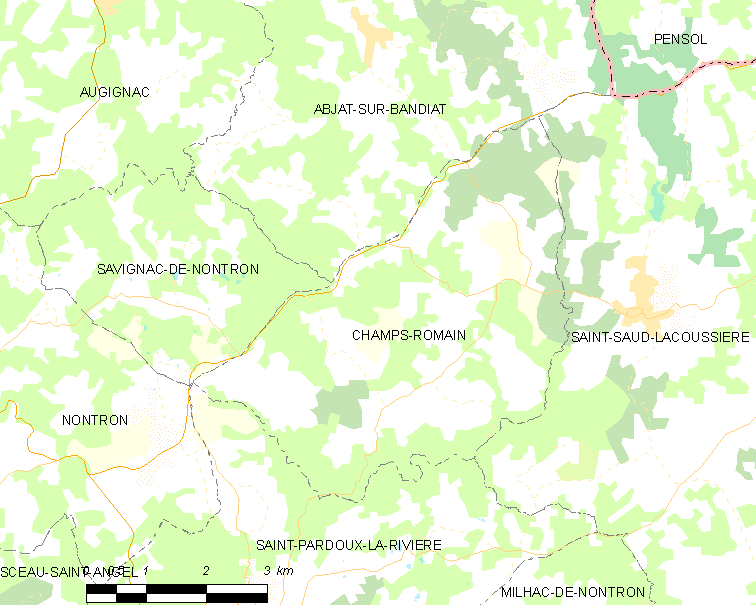
Lagekarte von Champs-Romain

Champs-Romain liegt neun Kilometer östlich von Nontron und fünf Kilometer nordnordöstlich von Saint-Pardoux-la-Rivière (Luftlinie).
Die Gemeinde wird von folgenden 4 Nachbargemeinden umgeben:
| Abjat-sur-Bandiat        |                                             | Saint-Saud-Lacoussière |
| Savignac-de-Nontron      | Kompassrose, die auf Nachbargemeinden zeigt | Saint-Saud-Lacoussière |
| Saint-Pardoux-la-Rivière | Saint-Pardoux-la-Rivière                    |                        |

Zum Gemeindegebiet von Champs-Romain gehören neben dem Ortskern folgende Weiler, Gehöfte, Schlösser, eine Mühle und Geländepunkte:
Bellevue, Bord, Champs-Romain, Château le Verdoyer, Croix de Mâlemorts, Fresseing, La Bruyère, La Chabaudie, La Courière, La Croix, La Forge, La Pinière, La Robertie, La Valade, Le Caillou Blanc, Le Claud Durand, Le Codert, Le Communal de Bord, Le Grand Bols, Le Jolivet, Le Petit Bois, Le Piélut, Le Terme, Le Terme de la Motte, Le Verdoyer, Le Verthamont, Les Bessines, Les Bruneries, Les Charbonnières, Les Grands Clauds, Les Gravoux, Les Juilleries, Les Pinquelies, Les Placiaux, Marmeix, Moulin de la Valade, Paugnac, Pierres Blanches, Plaisance, Puyhardy,  Romain, Saut du Chalard  und  Verlaine.
Der topographisch tiefste Punkt des Gemeindegebietes liegt mit 155 Metern über dem Meer an der Dronne im äußersten Süden, der höchste Punkt mit 344 Metern nördlich von Verlaine im Nordosten. Der Ortskern befindet sich auf 302 Meter. Die maximale Höhendifferenz beträgt 189 Meter.

### Verkehrsanbindung
Der Ortskern wird von der D 83 gequert, die hinter Saint-Saud-Lacoussière bei Les Bessines von der nach Nontron führenden D 79 aus in südwestlicher Richtung nach Saint-Pardoux-la-Rivière abzweigt. Entlang der Nordwestgrenze des Gemeindegebietes verläuft die D 85 von Châlus (Département Haute-Vienne) nach Nontron. In die D 85 münden von Osten kommend die D 79 aus Saint-Saud-Lacoussière sowie bei Les Gravoux aus Südosten die D 96, eine von der D 79 abzweigende Querverbindung nach Abjat-sur-Bandiat und weiter nach Piégut-Pluviers.

### Bodenbedeckung

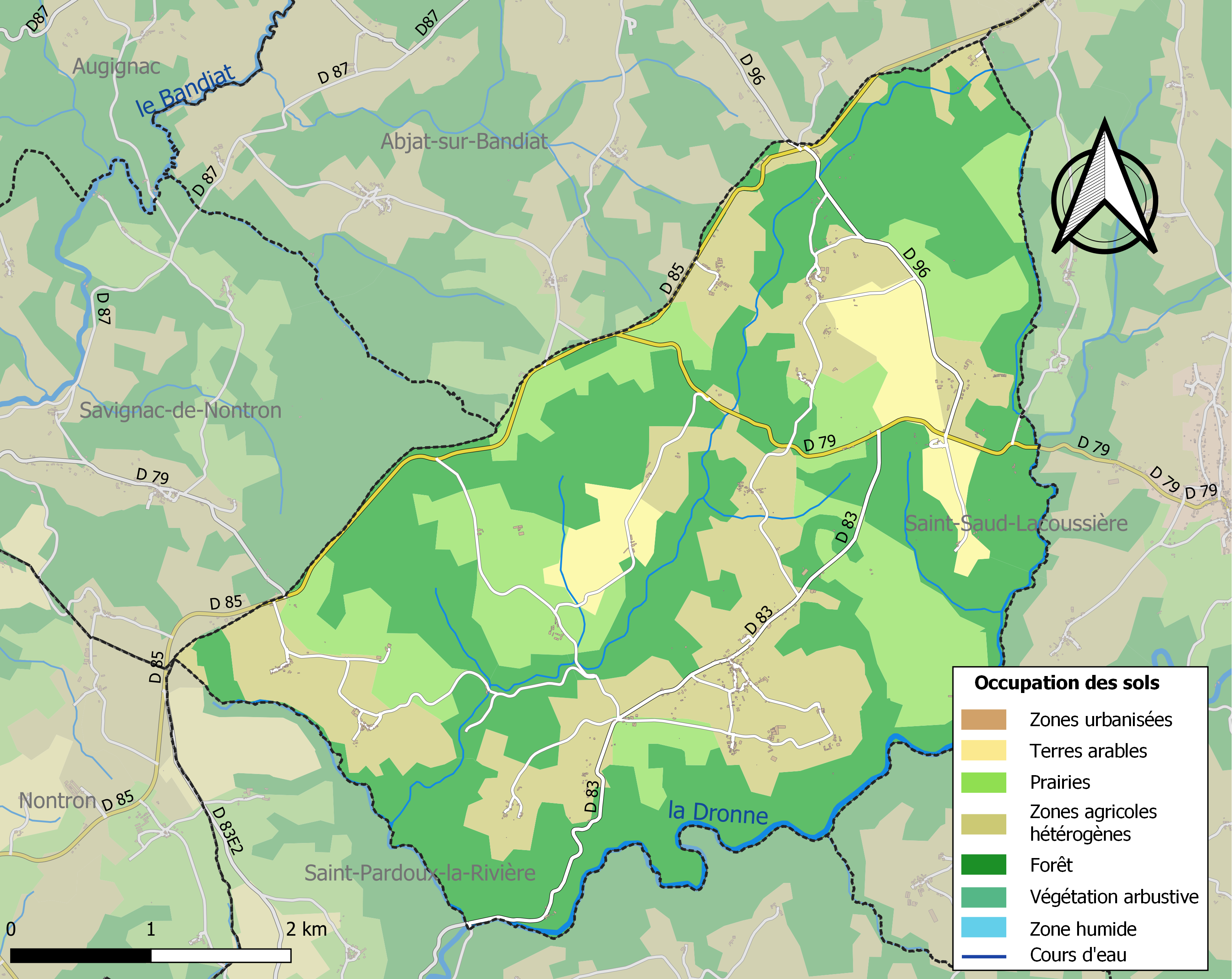
Bodenbedeckung in Champs-Romain

Die Bodenbedeckung der Gemeinde Champs-Romain schlüsselt sich im Jahr 2018 gemäß der europäischen Datenbank CORINE Land Cover (CLC) wie folgt auf:
- Wälder – 48,8 %
- heterogene landwirtschaftliche Nutzung – 25,7 %
- Ackerbau – 5,5 %
- Wiesen – 20,0 %.

Die landwirtschaftliche Nutzung (inklusive Wiesen und Ackerbau) steht 2018 im Vordergrund. Sie ist mit 51,2 % gegenüber 1990 (51,7 %) leicht zurückgegangen.

## Hydrographie

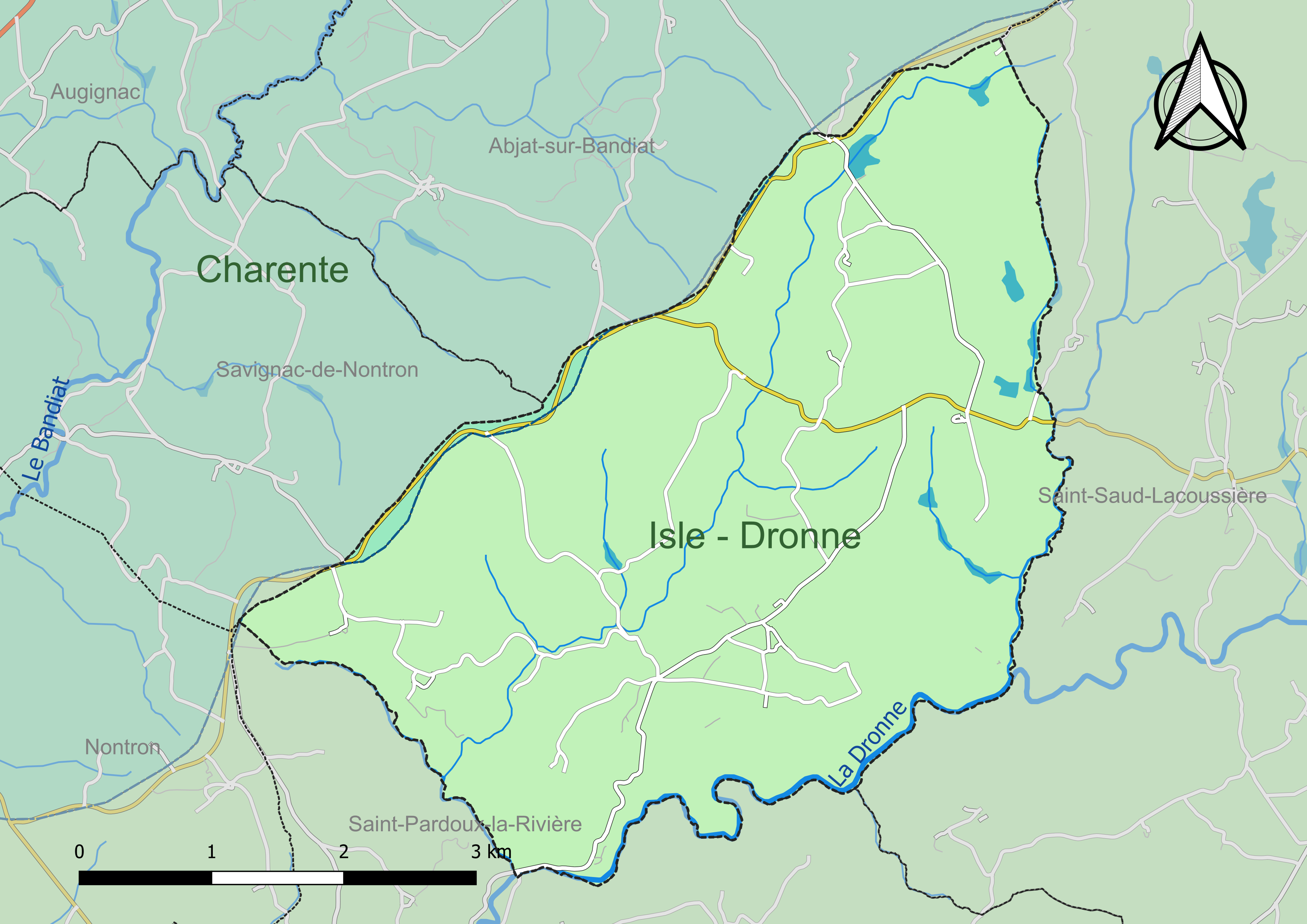
Hydrographische Karte von Champs-Romain

Die Südostgrenze des Gemeindegebietes von Champs-Romain wird von der in einer engen Schlucht nach Südwesten mäandrierenden Dronne gebildet, die sich um die 100 Meter tief in das Grundgebirge eingeschnitten hat. Ihr rechter Nebenfluss, der Ruisseau de Lachenaud, definiert die Südwestgrenze zu Saint-Pardoux-la-Rivière. In ihn mündet der von Nordosten kommende Le Manet, der in etwa zentral das Gemeindegebiet nach Südsüdwesten entwässert. Ein rechter Nebenarm des Le Manet ist der Ruisseau de la Grand Mère. Der in Nord-Süd-Richtung fließende Ruisseau la Malencourie, ebenfalls ein rechter Seitenarm der Dronne, markiert die Ostgrenze zu Saint-Saud-Lacoussière. 
Die Nordwestgrenze der Gemeinde zu Abjat-sur-Bandiat und Savignac-de-Nontron bildet in etwa die Wasserscheide zum Bandiat, der dem Flusssystem der Charente angehört.
Das Gemeindegebiet liegt jedoch zu 99 Prozent im Einzugsgebiet von Isle-Dronne.
Die Gesamtlänge des Entwässerungsnetzes beträgt 22 Kilometer.

## Geologie

Geologische Karte von Champs-Romain

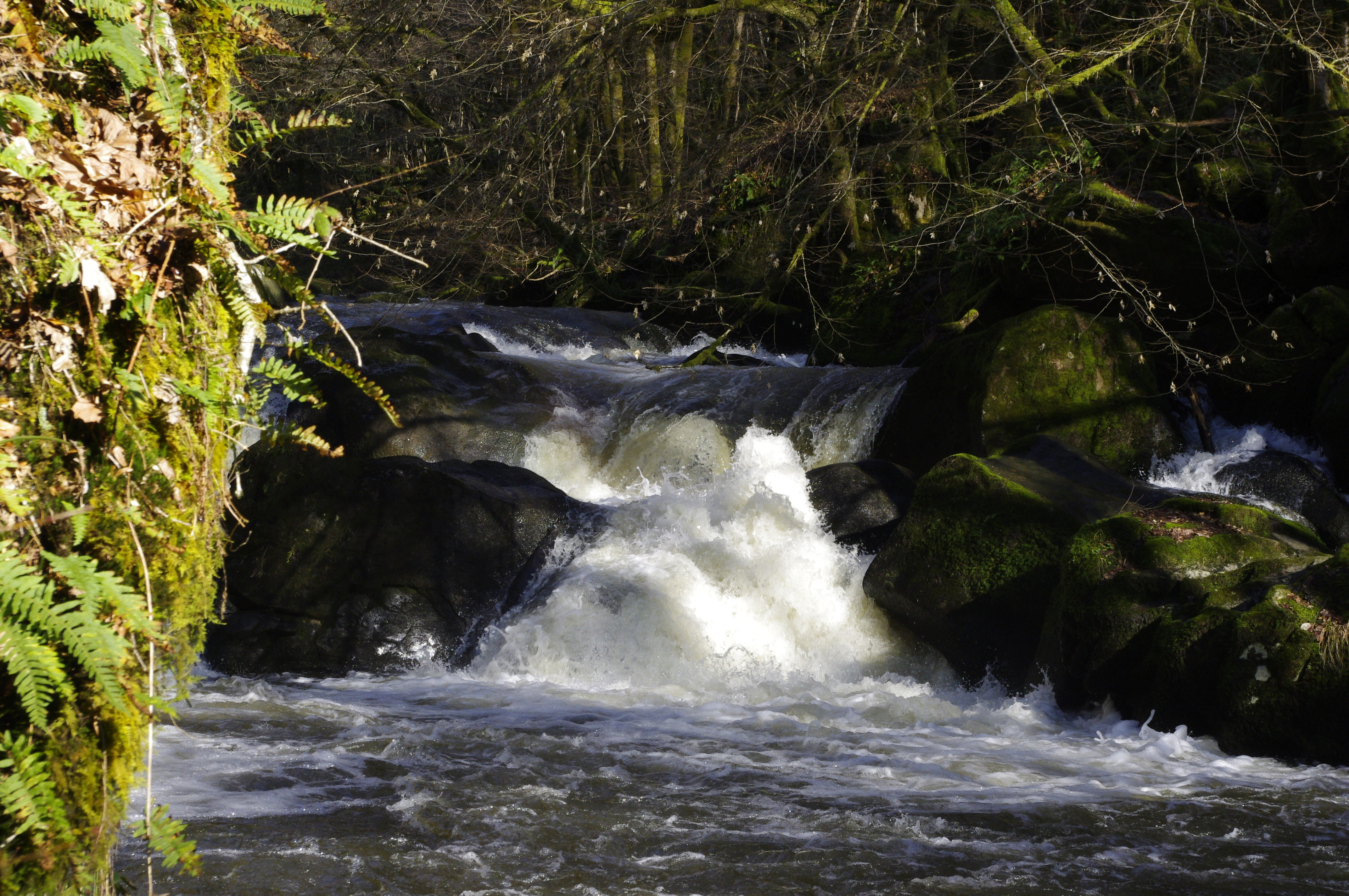
Der Saut du Chalard im Winter

Das Gemeindegebiet von Champs-Romain liegt vollständig auf dem metamorphen, variszischen Grundgebirge des nordwestlichen Massif Central. Insbesondere gehört es zum Saint-Mathieu-Dom. Der Westteil wird von neoproterozoischen Paragneisen  (ζ1 und ζ1-2) aufgebaut, die im Ostteil von strukturell tieferliegenden Glimmerschiefern (ξ1) der Parautochthonen  Glimmerschiefereinheit abgelöst werden. Sehr wahrscheinlich dürfte es sich hier um einen bedeutenden anormalen Kontakt handeln (Deckenüberschiebung). 
Der ursprüngliche Kontakt wird aber vollständig vom intrusiven Saint-Mathieu-Leukogranit (γ2M) verdeckt, der auch den größten Teil des östlichen Gemeindegebietes als Saint-Saud-Leukogranit unterlagert. Die Glimmerschiefer sind daher nur noch als kleinere Inseln (bei Les Pinquelies und bei Paugnac)  im Leukogranit erhalten geblieben. Im Unterlauf des Le Manet sind ordovizische Leptynite (fλb3-4) in die Paragneise eingelagert. Die Paragneise sind hochgradig metamorph und haben stellenweise den Grad der Anatexis erreicht, zu erkennen an kleineren Granodioritkörpern  (γb3-4) westlich von Les Juilleries (bereits im Gemeindegebiet von Saint-Pardoux-la-Rivière), die mit dem aus dem Westphal stammenden Piégut-Pluviers-Granodiorit assoziiert sind; der eigentliche Granodiorit (γ3M) wird gerade noch bei Les Gravoux im Nordwesten gestreift, ist aber hier tiefgründig zu Alteriten verwittert. 
Der Leukogranit drang seinerseits gegen Ende des Oberkarbons entlang der nord-südlich orientierten Kontaktzone auf; er wurde in seiner Abkühlphase von mikrogranitischen (μγ3) und lamprophyrischen (ν) Gangschwärmen durchsetzt. Die Mikrogranitgangschar streicht Nordnordwest-Südsüdost, die Lamprophyre sind mehr oder weniger Nord-Süd orientiert. Auch einige Quarz- (Q) und Pegmatitgänge (P) sind gegenwärtig, die ebenfalls Nord-Süd streichen. Ein größeres, Nordnordost-orientiertes Pegmatitvorkommen findet sich östlich von Croix de Mâlemorts. Ein bei Moulin de la Valade beginnender Graphitzug (gra) in den Paragneisen streicht in Richtung Nordwest. 
Das Grundgebirge wird von zahlreichen Störungen durchzogen, die alle typisch variszisches Streichen an den Tag legen – Nord, Nordnordost und Ost.
Der Leukogranit ist in der Nähe der Nord-Süd-streichenden Lamprophyrgänge stellenweise an Uran angereichert  (bei Les Gravoux) und enthält beispielsweise bei La Robertie die Minerale Autunit  und Chalkolith. Die Vorkommen wurden aber als nicht abbauwürdig eingestuft. Turmalin (Schörl) kann in den Paragneisen gefunden werden.
Die Höhenrücken entlang der D 85 und bei Marmeix werden von wahrscheinlich würmzeitlichen Kolluvium (Formation Ac) verdeckt – vorwiegend mit Quarzgeröllen angereicherte Sande. Ebenfalls aus der Würmzeit stammen die Alluvialsedimente der Dronne (Formation K). Sie werden bis zu 2 Meter mächtig und enthalten Grundgebirgsgerölle aus Quarz, Granit und Leptynit sowie in ihrem Hangenden Flusssande.

## Naturrisiken

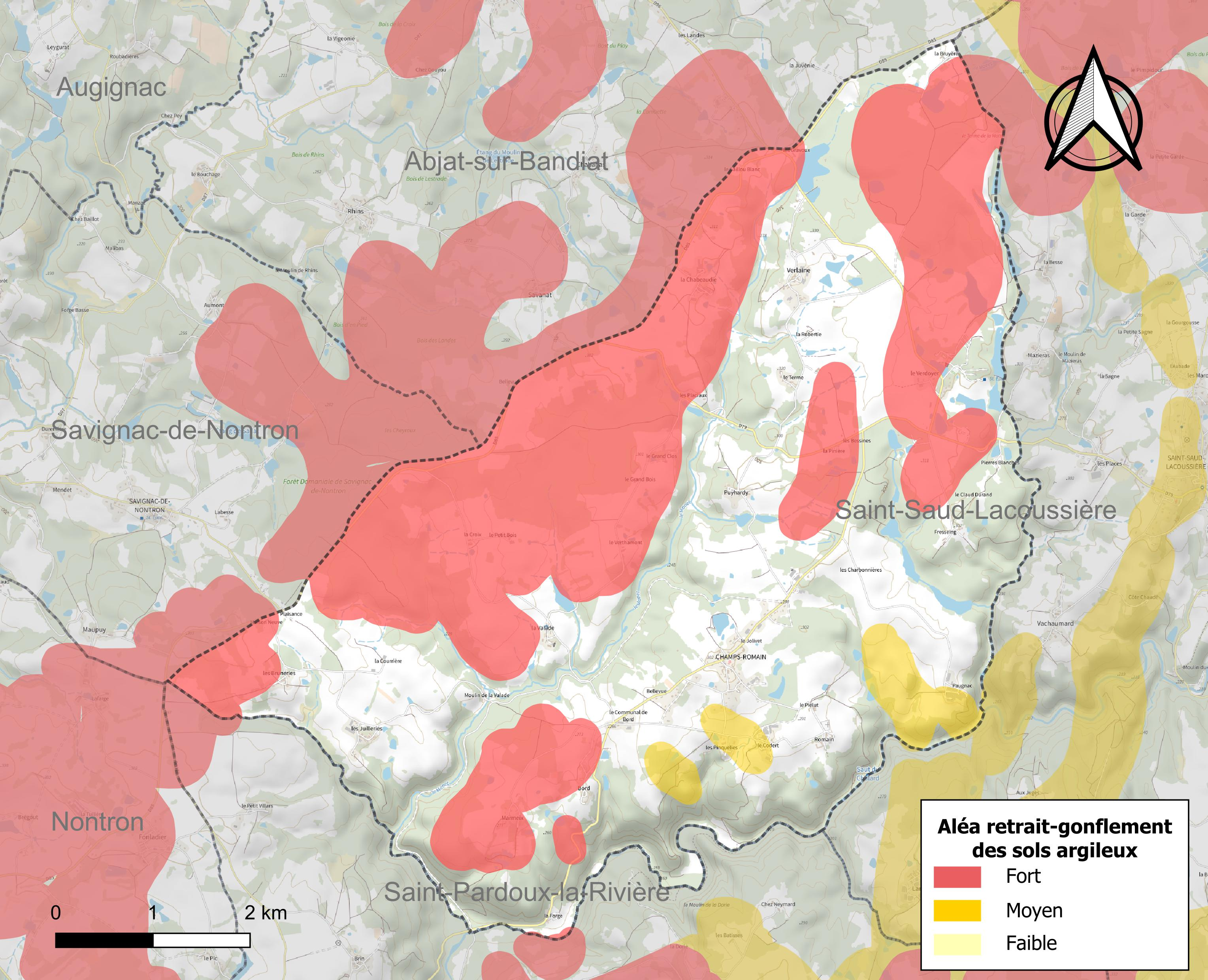
Risikokarte des Quellungs/Schrumpfungsverhältnisses von Tonmineralen in Böden für Champs-Romain

Naturrisiken manifestieren sich in Champs-Romain als
- Überschwemmungen und den mit ihnen assoziierten Schlammströmen und Hangrutschungen entlang der Flussläufe
- Dürren
- Stürme
- Bodensetzungen.

Im Jahr 1999 kam es aufgrund erhöhter Niederschläge zu Überschwemmungen, größeren Bodenbewegungen und Rutschungen.
Ein Dürrejahr war 2003. In diesem Jahr herrschte erhöhte Waldbrandgefahr.
Ein herausragendes Wintersturmereignis war das Sturmtief Martin im Dezember 1999, das enorme Schäden an den Wäldern und auch an der Infrastruktur hinterließ. Die Zerstörungen in den Wäldern sind selbst im Jahr 2025 noch zu erkennen.
Wie die Risikokarte zeigt, ist Champs-Romain zu 44 % seines Gemeindegebietes mittelmäßig bis relativ stark von der Gefahr durch Bodensetzungen betroffen. Verantwortlich hierfür sind vor allem die Paragneise und ihre Alterite, der Leukogranit mit den Glimmerschiefern ist etwas weniger anfällig.
Die Erdbebengefahr ist als relativ niedrig einzustufen, am Westrand des Massif Central sind recht seltene Beben der Stärke 3 auf der Richterskala bekannt.
Im Jahr 2018 wurde in Champs-Romain wie schon in Saint-Pardoux Radon nachgewiesen und der Gefahrenzone 3 mit signifikativem Potential zugeordnet.

## Ökologie

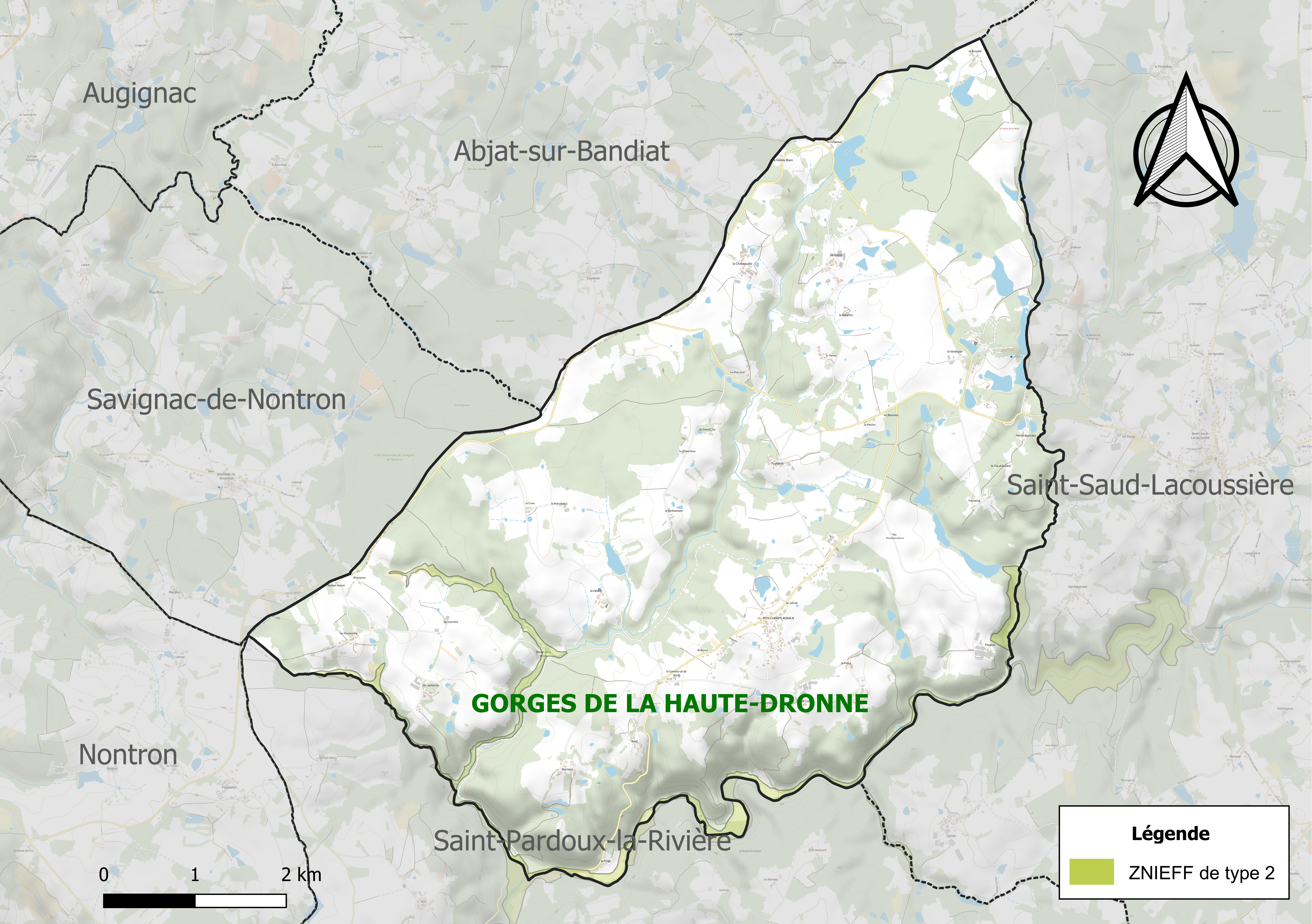
Schutzgebiete des Typus 2 in Champs-Romain

### Naturpark
Champs-Romain bildet einen integralen Bestandteil des Regionalen Naturparks Périgord-Limousin.

### Schutzgebiete
Das Tal der Dronne als auch der Unterlauf des Manets und seines rechten Seitenarms sind als ZNIEFF (Französisch zone naturelle d'interêt écologique, faunistique et floristique) des Typus 2 ausgewiesen und gehören zum Schutzgebiet Gorges de la Haute-Dronne. 

## Geschichte
Die Gemeinde hieß bis 1875 nur Romain, abgeleitet von dem gleichnamigen Ortsteil. Es wurde dann der heute gültige Doppelname gewählt.

## Bevölkerungsentwicklung
| Jahr | Einwohner |  |
| 1962 | 433       |  |
| 1968 | 410       |  |
| 1975 | 373       |  |
| 1982 | 332       |  |
| 1990 | 331       |  |
| 1999 | 328       |  |
| 2006 | 318       |  |
| 2007 | 317       |  |
| 2008 | 313       |  |
| 2012 | 308       |  |
| 2015 | 301       |  |
| 2017 | 286       |  |
| 2019 | 282       |  |
| 2022 | 287       |  |

Quelle: INSEE
Die Bevölkerungsentwicklung in Champs-Romain ist seit 1962 generell rückläufig (Bevölkerungsverlust von 34 Prozent), der Trend hat sich aber seit 1982 verflacht.

## Präsidentschaftswahlen 2022
| Kandidaten                       | Kandidaten            | Parteien                      | Parteien            | 1. Wahlgang | 1. Wahlgang | 2. Wahlgang | 2. Wahlgang |
| Kandidaten                       | Kandidaten            | Parteien                      | Parteien            | Stimmen     | %           | Stimmen     | %           |
| -------------------------------- | --------------------- | ----------------------------- | ------------------- | ----------- | ----------- | ----------- | ----------- |
|                                  | Marine Le Pen         | Front national                | FN                  | 53          | 25,24 %     | 93          | 51,67 %     |
|                                  | Emmanuel Macron       | En marche !                   | EM                  | 51          | 24,28 %     | 87          | 48,33 %     |
|                                  | Jean-Luc Mélenchon    | Front de gauche               | FDG                 | 40          | 19,05 %     |             |             |
|                                  | Éric Zemmour          | Reconquête                    |                     | 16          | 7,62 %      |             |             |
|                                  | Valérie Pécresse      | Les Républicains              | LR                  | 11          | 5,24 %      |             |             |
|                                  | Jean Lassalle         | Résistons !                   | R                   | 13          | 6,19 %      |             |             |
|                                  | Anne Hidalgo          | Parti socialiste              | PS                  | 3           | 1,43 %      |             |             |
|                                  | Fabien Roussel        | Parti communiste français     | PC                  | 6           | 2,86 %      |             |             |
|                                  | Nicolas Dupont-Aignan | Debout la République          | DLR                 | 5           | 2,38 %      |             |             |
|                                  | Yannick Jadot         | Europe Écologie-Les Verts     | EELV                | 3           | 1,43 %      |             |             |
|                                  | Nathalie Arthaud      | Lutte Ouvrière                | LO                  | 1           | 0,47 %      |             |             |
|                                  | Philippe Poutou       | Nouveau Parti anticapitaliste | NPA                 | 8           | 3,81 %      |             |             |
|                                  |                       |                               |                     |             |             |             |             |
| Gesamt                           | Gesamt                | Gesamt                        | Gesamt              | 210         | 100 %       | 180         | 100 %       |
|                                  |                       |                               |                     |             |             |             |             |
| Gültige Stimmen                  | Gültige Stimmen       | Gültige Stimmen               | Gültige Stimmen     | 210         | 98,59 %     | 180         | 89,10 %     |
| Ungültige Stimmen                | Ungültige Stimmen     | Ungültige Stimmen             | Ungültige Stimmen   | 3           | 1,41 %      | 22          | 10,90 %     |
| Wahlbeteiligung                  | Wahlbeteiligung       | Wahlbeteiligung               | Wahlbeteiligung     | 213         | 83,20 %     | 202         | 78,91 %     |
| Enthaltungen                     | Enthaltungen          | Enthaltungen                  | Enthaltungen        | 43          | 16,80 %     | 54          | 21,09 %     |
| Registrierte Wähler              | Registrierte Wähler   | Registrierte Wähler           | Registrierte Wähler | 256         |             | 256         |             |
|                                  |                       |                               |                     |             |             |             |             |
| Quelle: Ministère de l'Intérieur |                       |                               |                     |             |             |             |             |

Die Präsidentschaftswahlen 2022 in Champs-Romain konnte Marine Le Pen für sich entscheiden.

## Wirtschaft

### Beschäftigung
Im Jahr 2015 betrug die erwerbsfähige Bevölkerung zwischen 15 und 64 Jahren 122 Personen, was 40,5 % der Gesamtbevölkerung entspricht. Die Zahl der Arbeitslosen hat sich im Vergleich zu 2010 von 6 auf 16 erhöht, die Arbeitslosenquote beträgt somit 13,1 % der Erwerbsfähigen.

### Unternehmen
Am 31. Dezember 2015 waren in der Gemeinde 40 Unternehmen ansässig, davon 15 im Sektor Handel, Transport oder Dienstleistungen, 9 in Landwirtschaft, Forst oder Fischerei, 9 im Baugewerbe, 4 in der Industrie und 3 im Sektor Verwaltung, Lehre, Gesundheitswesen oder Soziales.

## Sport
Im Jahr 2023 führte die Tour de France auf der 8. Etappe durch Champs-Romain. Auf der D83 wurde mit der Côte de Champs-Romain (303 m) eine Bergwertung der 3. Kategorie abgenommen. Diese sicherte sich der Franzose Anthony Turgis.

## Sehenswürdigkeiten
- Kirche Saint Avit[5]
- Saut du Chalard, Stromschnellen in der Dronne unterhalb von Romain.
- Château le Verdoyer mit Campingplatz.

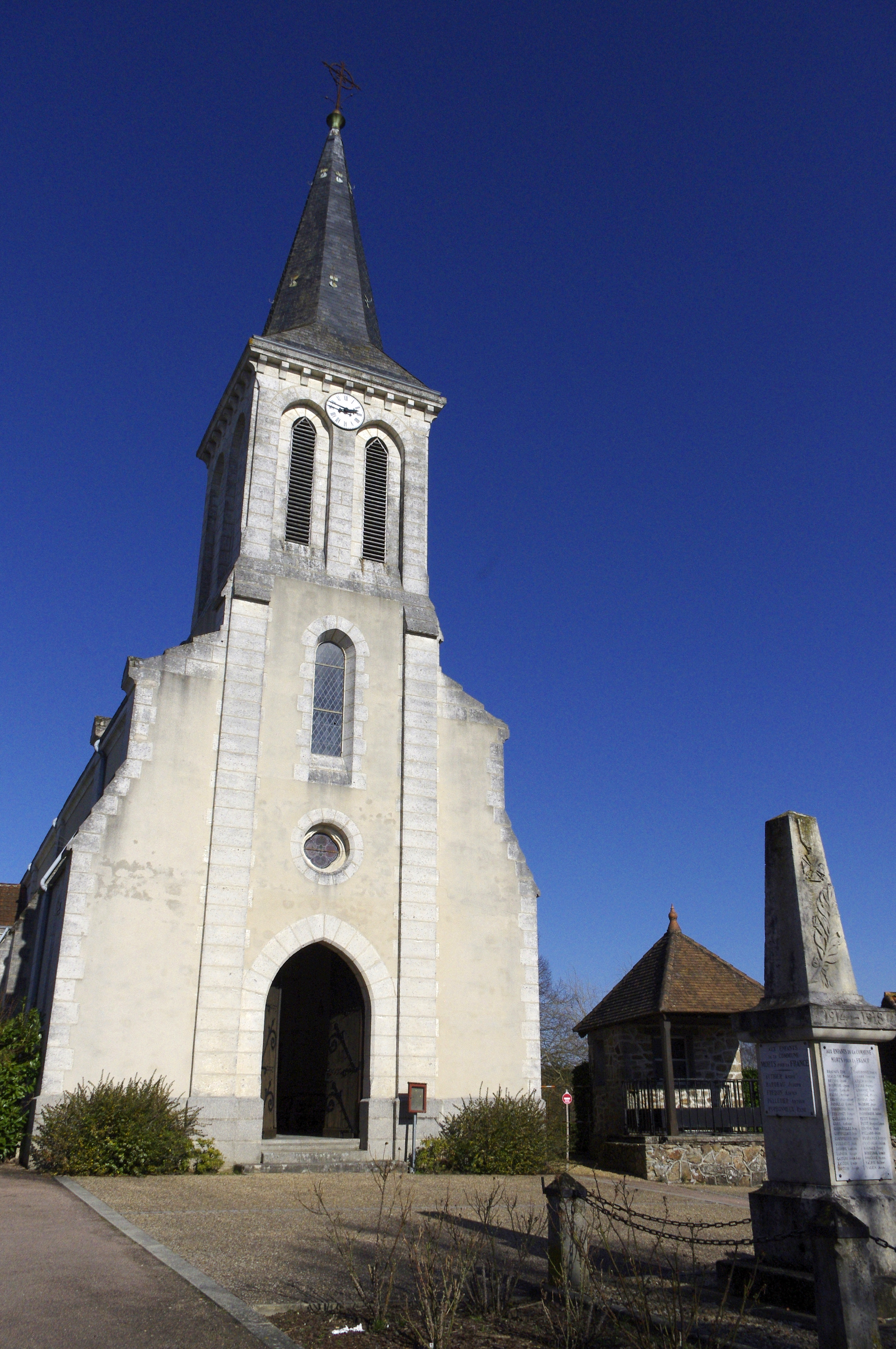
Die Kirche Saint-Avit
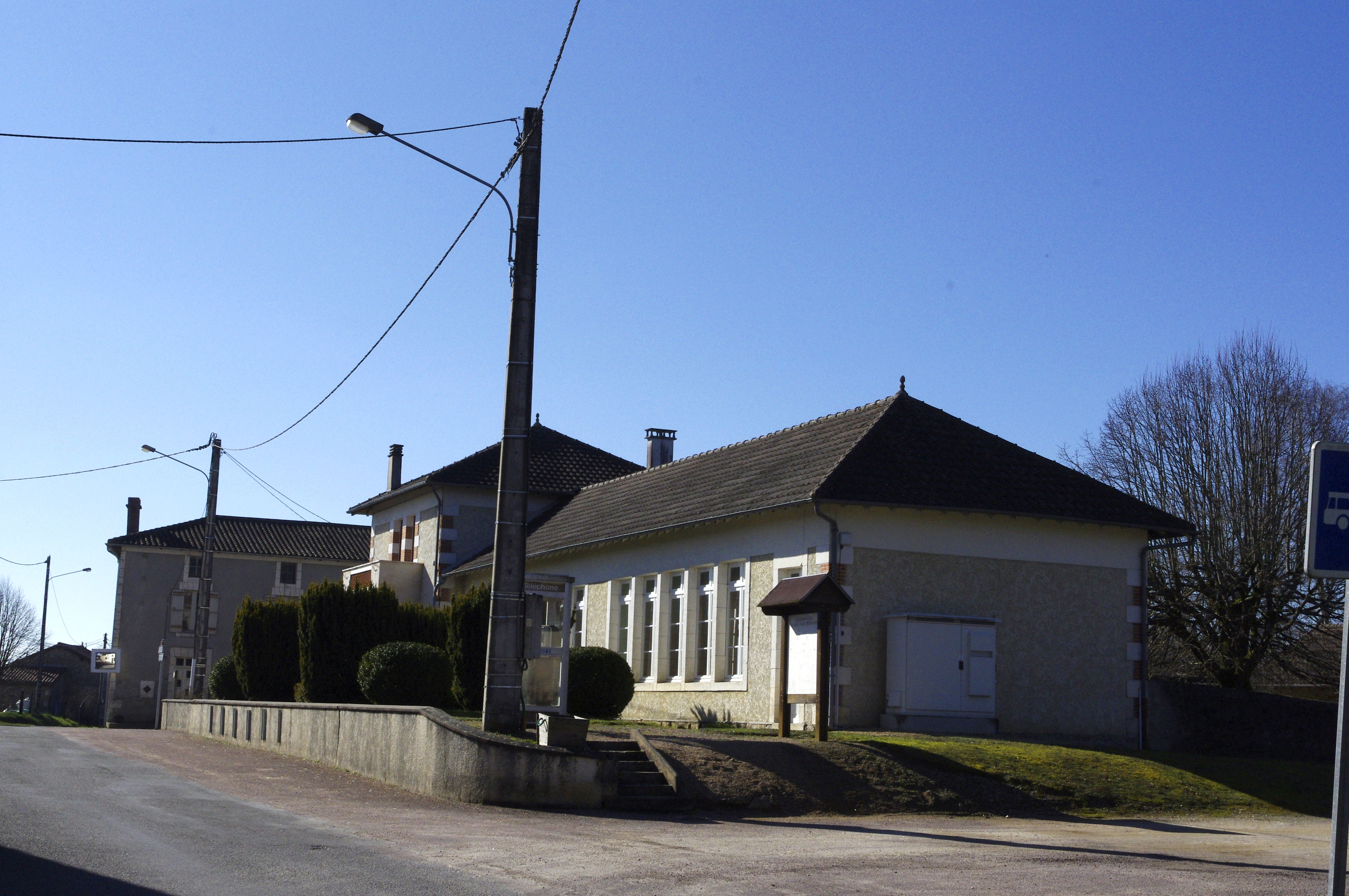
Ortskern mit Rathaus und Festsaal
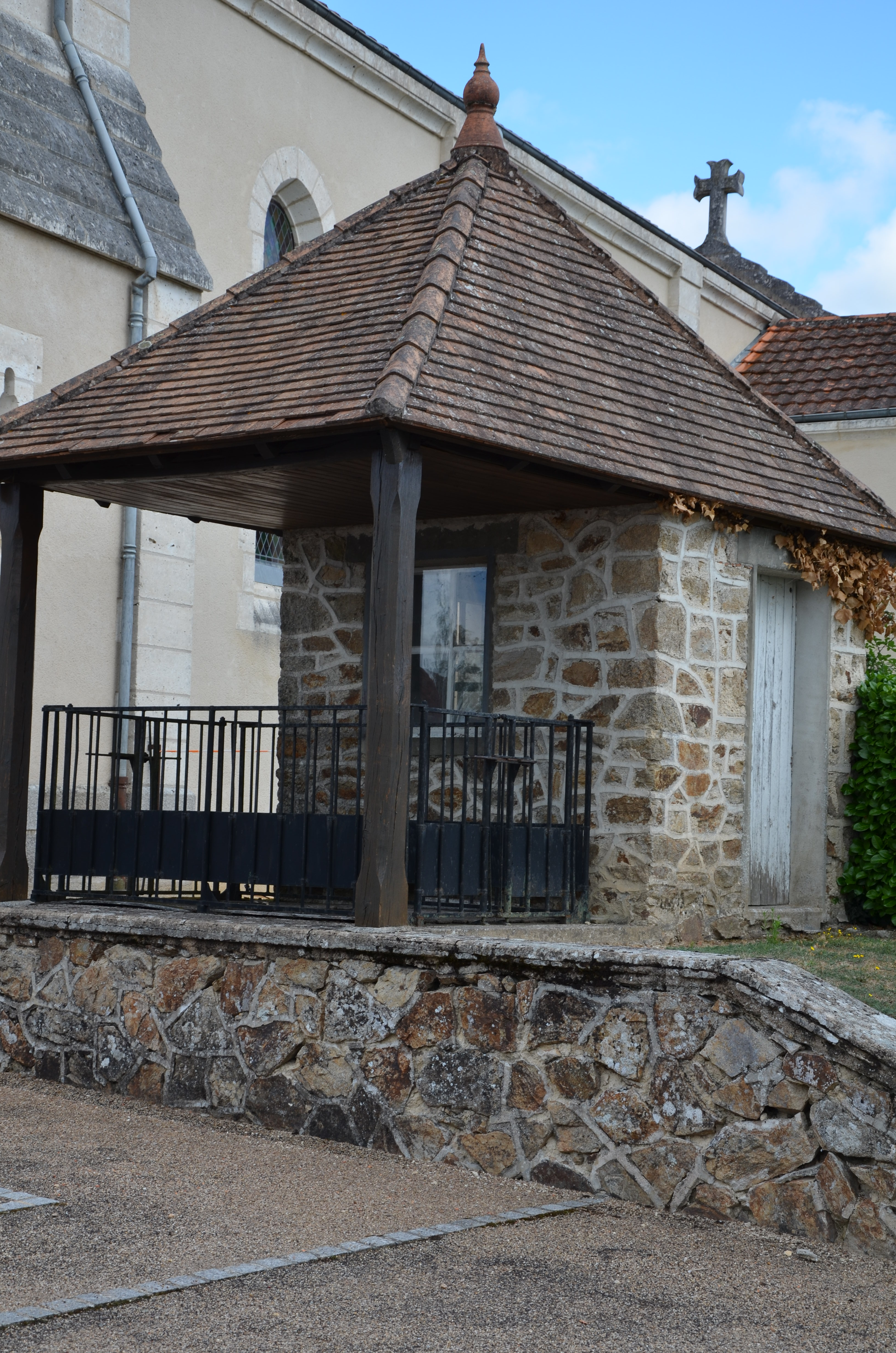
Altes Wägehaus neben der Kirche
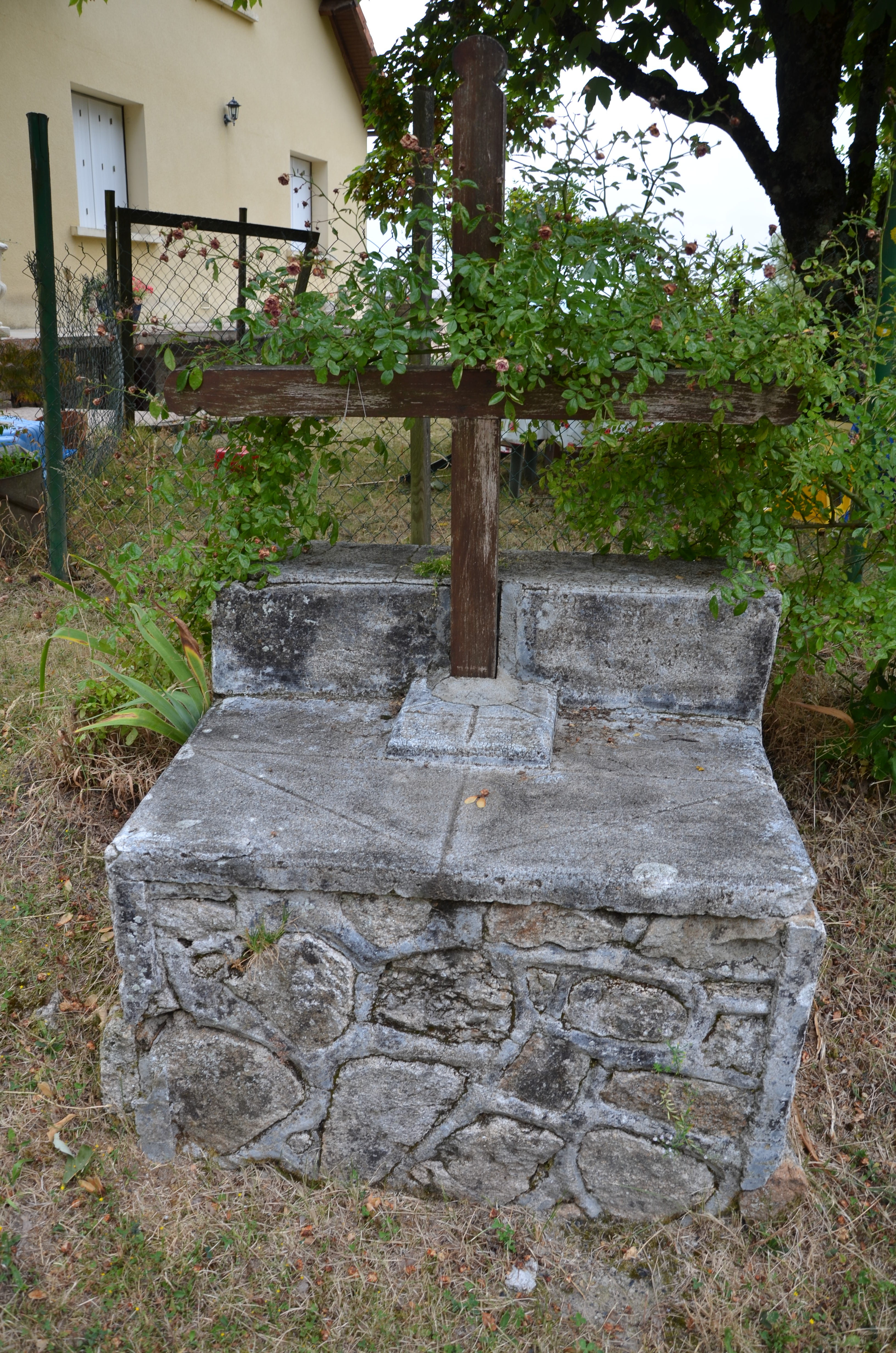
Altes Wegekreuz in Champs-Romain
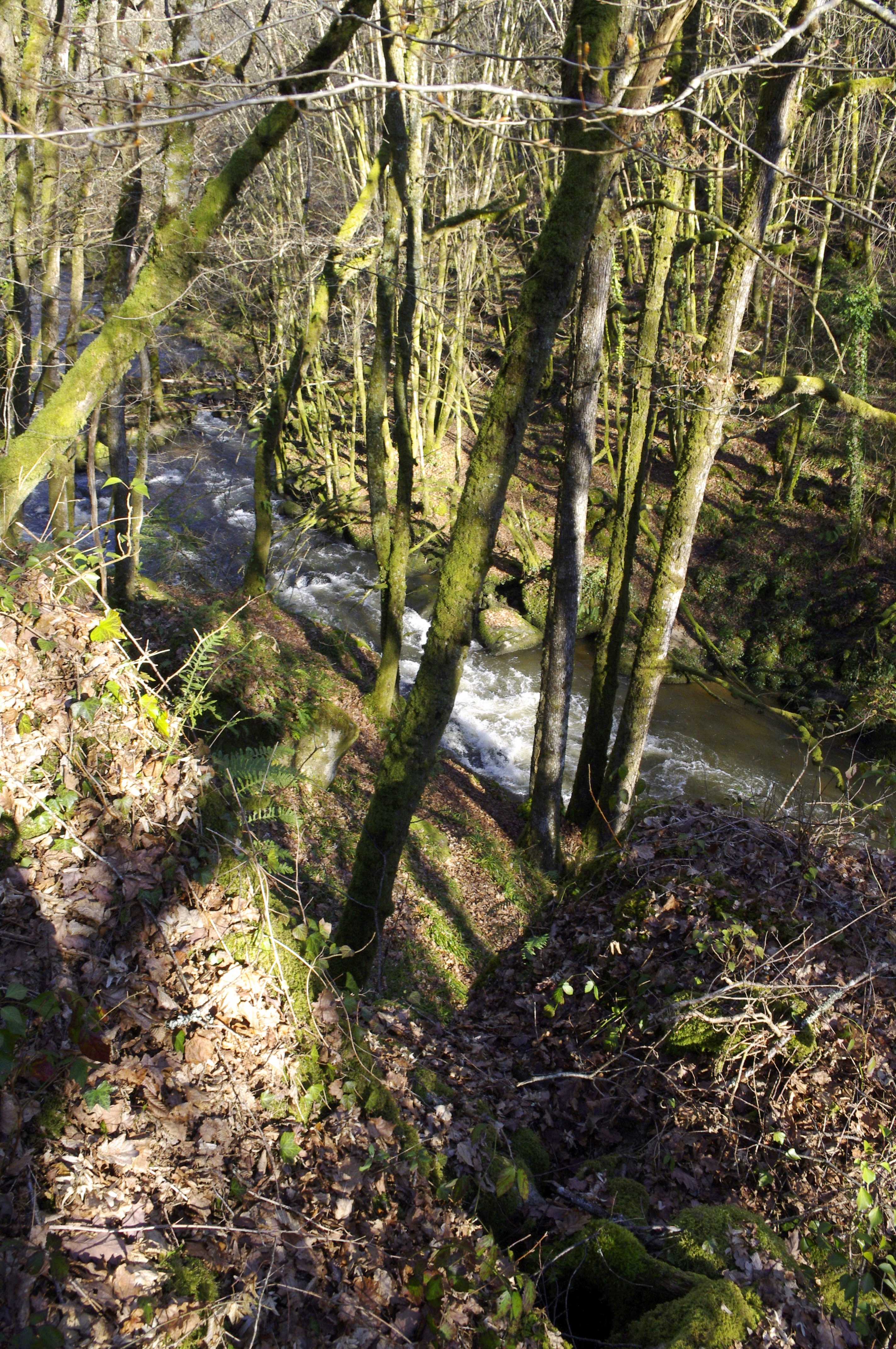
Die Dronne am Saut du Chalard
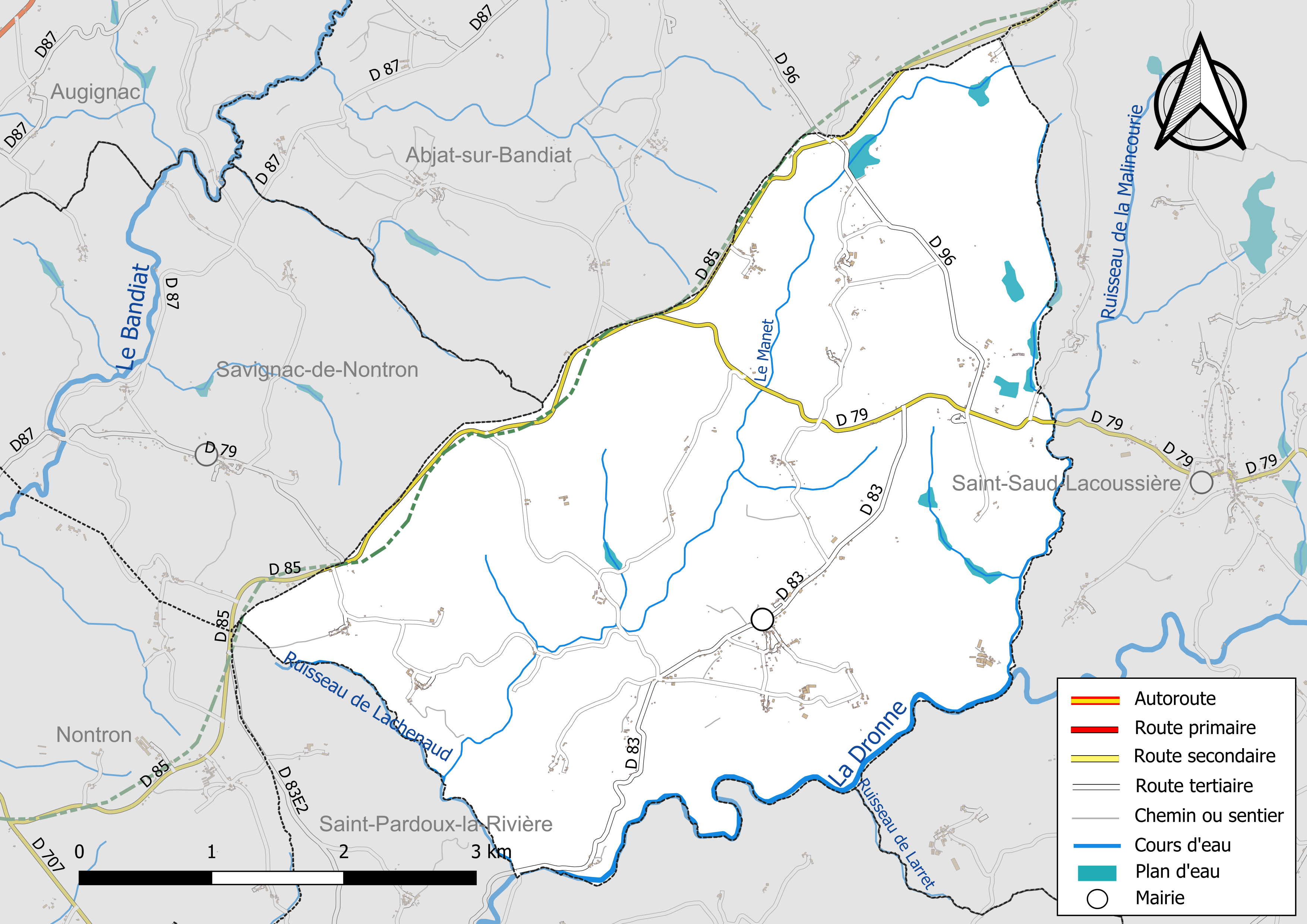
Hydrographische Karte von Champs-Romain